# Спарток VI
Спарток VI (*Spartocos VI, д/н —бл. 140 до н. е.) — цар Боспору у 150—140 до н. е. роках.

## Життєпис
Походив з династії Спартокідів. Стосовно батьків відомості розходяться: за одними був сином царя Перісада III та Камасарії Філотекни; за іншими — царя Перісада IV. Остання більшості вчених здається більш певним.
Став панувати близько 160 року до н. е. (за іншими — 150 року до н. е.) разом з батьком Перісадом IV). Не проводив активної політики, намагаючись дотримуватися гарніх стосунків зі Скіфським царством та правителями меотів і зихів. Ймовірно з 150 року до н. е. його співволодарем став брат Левкон III.
Помер десь у 140 року до н. е. Спадкував Спартоку VI молодший брат Перісад V (як син Перісада IV).